# The Submarines

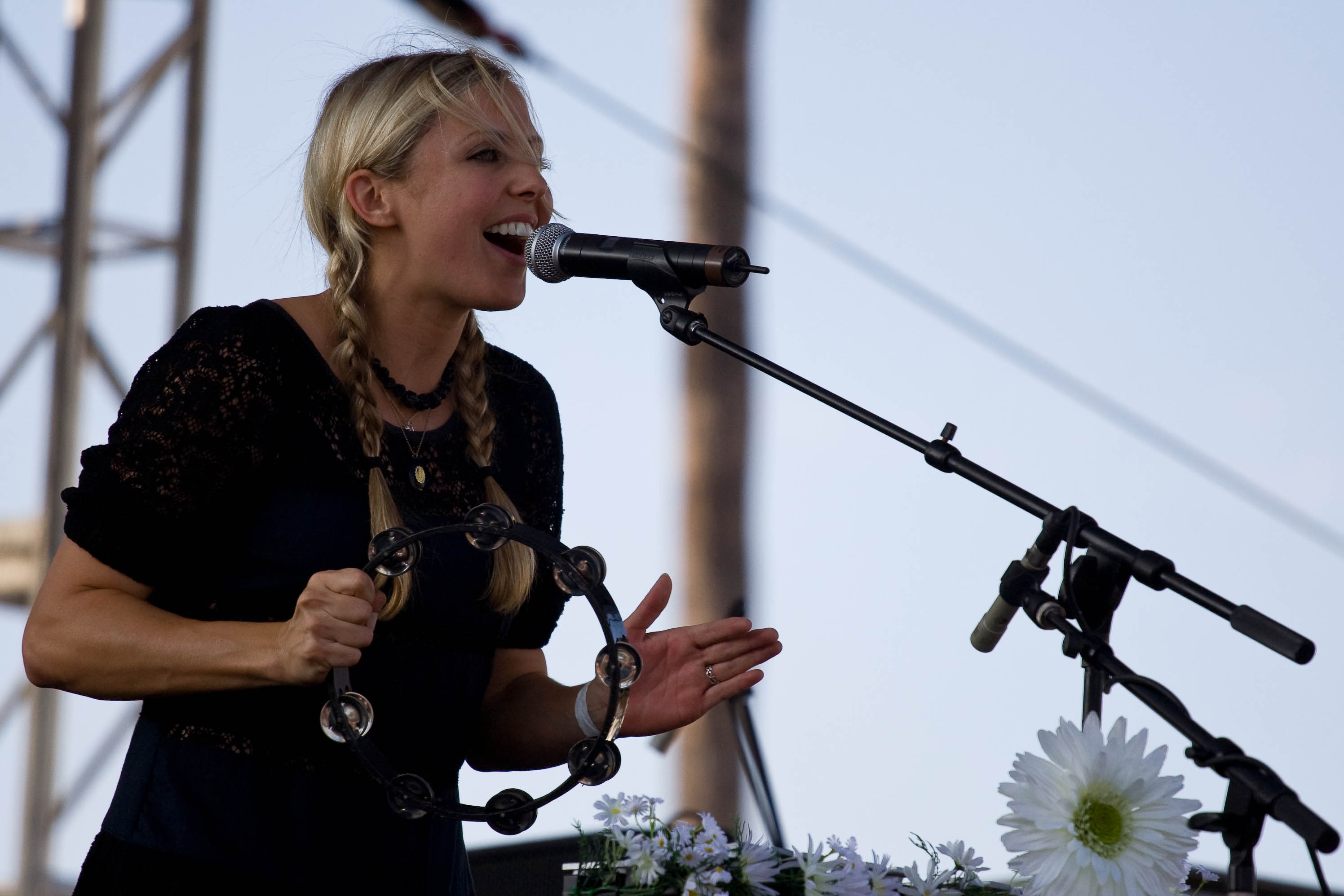
Concert de The Submarines à Los Angeles en 2009 : Blake Hazard.

The Submarines est un groupe d'indie pop américain originaire de Los Angeles. Il est composé de John Dragonetti et Blake Hazard. Leur carrière a été lancée par la chanson You, me and the bourgeoisie, utilisée pour plusieurs publicités de l'iPhone 3G d'Apple.

## Rencontre
Alors que John et Blake travaillaient en solo chacun de leur côté à Boston, ils se sont rencontrés grâce à un ami avant de tomber amoureux l'un de l'autre. Ils continuèrent leur travail en solo, puis ils se séparèrent au bout de 4 ans après être partis à Los Angeles. Mais sachant que Blake enregistrait ses chansons dans le même studio que John, ils continuèrent à se côtoyer l'un et l'autre.
C'est ainsi qu'ils virent les chansons qu'ils avaient respectivement écrites. En s'apercevant que leurs chansons parlaient d'eux et de leur tristesse de s'être séparés, ils décidèrent d'écrire quelques chansons ensemble, pour ainsi sortir un album, masterisé grâce à un autre ami.
Ainsi Declare a New State fut créé.
Honeysuckle Weeks, fut leur second album. La chanson You, me, and the Bourgeoisie fut utilisée pour une publicité d'Apple pour le spot de l'iPhone 3G, ainsi que Submarine Symphonika pour les spots publicitaires de l'iPhone 3GS, sachant que l'album est sorti via Itunes le 15 avril 2008. Il sortit dans les bacs un mois plus tard le 13 mai 2008. 
Leur troisième album, Love Notes/Letter Bombs, est sorti le 5 avril 2011.
En 2016 est sorti l'album-triple hommage à The Cure, The Many Faces Of The Cure (A Journey Through The Inner World Of The Cure) sur lequel The Submarines interprètent leur version du classique des Cure, Boys Don't Cry dans un style épuré et doux. On retrouve cette chanson sur le troisième CD de l'album, The Songs.
https://www.discogs.com/fr/master/1173054-Various-The-Many-Faces-Of-The-Cure-A-Journey-Through-The-Inner-World-Of-The-Cure

## Declare a New State
1. "Peace and Hate" – 3:17
2. "Clouds" – 3:38
3. "Vote" – 4:37
4. "Brighter Discontent" – 4:28
5. "Hope" – 3:54
6. "Ready or Not" – 4:01
7. "Modern Inventions" – 2:32
8. "The Good Night" – 4:02
9. "This Conversation" – 2:48
10. "Darkest Things" – 5:10

## Honeysuckle Weeks
1. "Sub Symphonika" - 3:49
2. "Thorny Thicket" - 3:31
3. "You, Me & The Bourgeoisie" - 3:22
4. "1940" - 3:08
5. "The Wake Up Song" - 4:03
6. "Swimming Pool" - 3:19
7. "Maybe" - 3:23
8. "Xavia" - 4:32
9. "Fern Beard" - 2:49
10. "Brightest Hour" - 2:33

## Love notes/Letter bombs
1. "Shoelaces" - 3:09
2. "Fire" - 4:23
3. "Ivaloo" - 4:18
4. "The Sun Shines At Night" - 3:08
5. "Birds" - 4:21
6. "Tigers" - 4:59
7. "Where you are" - 3:42
8. "Plans" - 3:19
9. "A Satellite Stars and An Ocean Behind You" - 3:51
10. "Anymore" - 4:06

## Collaboration
- The Many Faces Of The Cure (A Journey Through The Inner World Of The Cure) 2016 - Artistes variés - Joue sur Boys Don't Cry